# Kujto

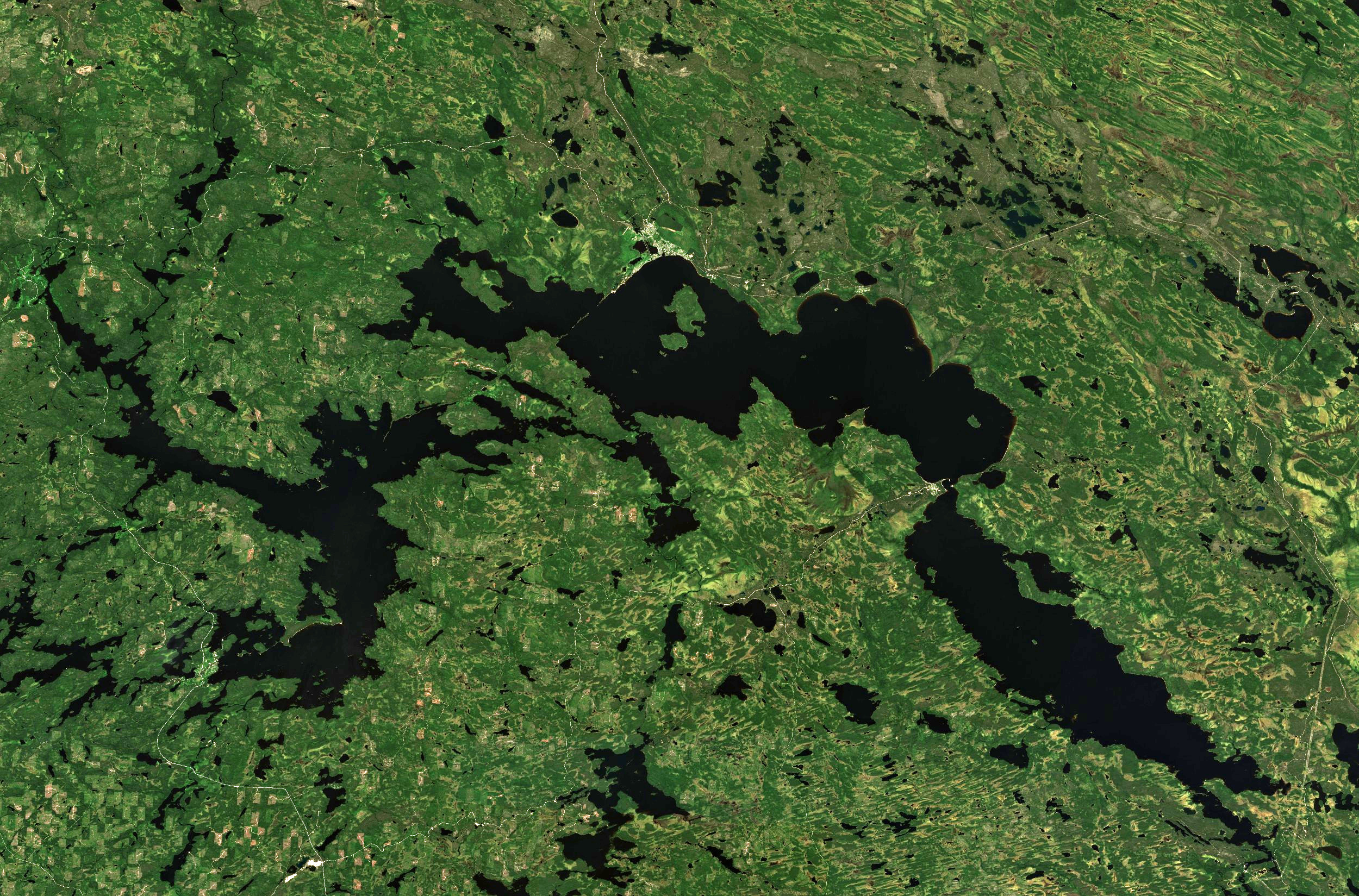
Jezera ze satelitu Sentinel 2 (2021), zleva Horní, Střední a Dolní Kujto

Kujto (rusky Куйто) je souhrnné pojmenování pro tři jezera na severu Karelské republiky v Rusku. Leží v povodí řeky Kem a jsou navzájem spojená průtoky. Zamrzají v listopadu a rozmrzají na začátku května. Po jezerech se splavuje dřevo.

## Jezera
|   | jezero        | rusky         | rozloha (km²) | délka (km) | šířka (km) | maximální hloubka (m) | nadmořská výška (m) |
| - | ------------- | ------------- | ------------- | ---------- | ---------- | --------------------- | ------------------- |
| 1 | Dolní Kujto   | Нижнее Куйто  | 141           | 32,0       | 6,7        | 33                    | 100                 |
| 2 | Střední Kujto | Среднее Куйто | 257           | 41,6       | 12,2       | 34                    | 101                 |
| 3 | Horní Kujto   | Верхнее Куйто | 198           | 31,0       | 28,8       | 44                    | 103                 |